# Buste d'Osorkon
Le buste d'Osorkon, également connu sous le nom d'inscription Élibaal, est un buste du pharaon égyptien Osorkon Ier, découvert à Byblos (dans l'actuel Liban) au XIXe siècle. Comme le sarcophage Tabnit de Sidon, il est décoré de deux inscriptions distinctes et sans lien entre elles - une en hiéroglyphes égyptiens, l'autre en écriture phénicienne. Il a été sculpté au début du Xe siècle avant J.-C. et a été mis au jour vers 1881, très probablement dans le temple de Baalat Gebal.
Le texte égyptien est le nom de Sa-Rê d'Osorkon, et le texte phénicien est une dédicace par Élibaal, roi de Byblos.
Les détails de la découverte ont été publiés par l'archéologue français René Dussaud en 1925.
Le buste est en quartzite et mesure 60 × 36 × 37,5 cm.

## Découverte

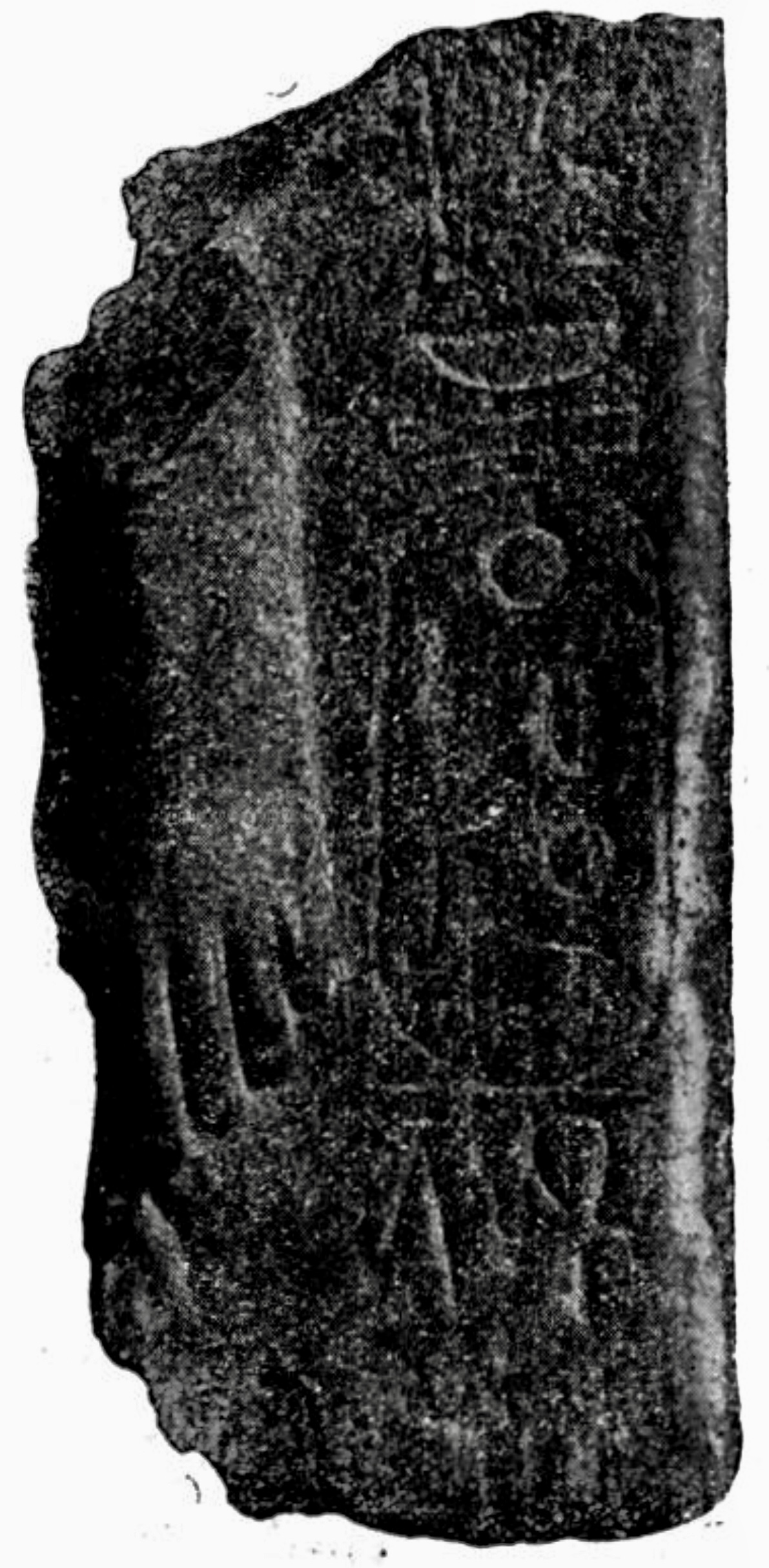
Le bras de la statue.

La première mention de la statue a été faite par l'archéologue allemand Alfred Wiedemann en 1884 dans son Ägyptische Geschichte :  « deux fragments d'une grande statue de pierre ont également été conservés [propriété de M. Meuricoffre à Naples] »,.
En 1895, Wiedemann a publié les hiéroglyphes égyptiens :

« Il y a presque quinze ans, j'ai eu l'occasion de visiter la maison de campagne du banquier Meuricoffre de Naples pour faire connaissance avec une grande statue en grès dur du roi Osorkon Ier. Deux fragments en ont été conservés. D'abord le buste, dont le buste se trouvait à l'avant, sur la ceinture il y avait le reste des cartouches, et sur le pilier de roche. Puis une partie de la base avec le pied »

— Wiedemann.

## Inscription phénicienne
1. mš. z p‘l. ’lb‘l. mlk. gbl. byḥ [mlk. mlk gbl]
2. [lb]‘lt. gbl. ’dtw. t’rk. b‘lt [.gbl]
3. [ymt. ’]lb‘l. wšntw. ‘l[. gbl]

Traduction
1. Statue que fit Éliba'al, roi de Byblos, fils de Yeḥi[mélek, roi de Byblos].
2. [pour la Ba]'alat de Byblos, sa Dame. Que la Ba'alat [de Byblos] prolonge
3. [les jours d'É]liba'al et ses années sur [Byblos][Note 3].